# 通沟街道
通沟街道，是中华人民共和国吉林省白山市浑江区下辖的一个乡镇级行政单位。
使用的邮政编码：134300，134301。

## 行政区划
通沟街道下辖以下地区：金昌社区、永安社区、宝山社区、富民社区和通明社区。